# Кривуля, Николай Иванович
Николай Иванович Кривуля (14 декабря 1920 с. Троицкое Донецкая губерния — 1977, Ленинград) — советский певец-бас, педагог, народный артист РСФСР (1962).

## Биография
Николай Иванович Кривуля родился 14 декабря 1920 года в селе Троицкое Донецкой губернии (ныне Луганская область, Украина). Пел с детства, затем в школе. Поступил в Артёмовское музыкальное училище, но из-за войны не закончил.
В 1950 году окончил Московскую консерваторию (класс В. Ф. Любченко, занимался также у Н. Г. Райского). В 1953 году окончил аспирантуру Ленинградской консерватории.
С 1951 года был солистом Ленинградского Малого оперного театра. С 1953 года выступал в Ленинградского театра оперы и балета им. Кирова. Обладатель высокого полнозвучного баса, артист яркой творческой индивидуальности.
С 1970 года преподавал в Ленинградском институте культуры им. Н. К. Крупской. Гастролировал за рубежом (Польша, Чехословакия, Румыния).
Умер в 1977 году, похоронен на Большеохтинском кладбище в Санкт-Петербурге.

## Награды и премии
- Заслуженный артист РСФСР (22.06.1957).
- Народный артист РСФСР (20.01.1962).

## Оперные партии
- «Борис Годунов» М. П. Мусоргского — Борис Годунов,
- «Русалка» А. С. Даргомыжского — Мельник
- «Руслан и Людмила» М. И. Глинки — Руслан;
- «Псковитянка» Н. А. Римского-Корсакова — Грозный
- «Князь Игорь» А. П. Бородина — Владимир Галицкий,
- «Хованщина» М. П. Мусоргского — Иван Хованский,
- «Сказка о царе Салтане» Н. А. Римского-Корсакова — Царь Салтан
- «Фауст» Ш. Ф. Гуно — Мефистофель;
- «Севильский цирюльник» Дж. Россини — Дон Базилио
- «Питер Граймс» Бриттена — Свеллоу
- «Сицилийская вечерня» Верди — Прочида
- «Семён Котко» С. С. Прокофьева — Ткаченко
- «Угрюм-река» Френкеля — Прохор
- «Русалка» А. Дворжака — Водяной